# Erete sur

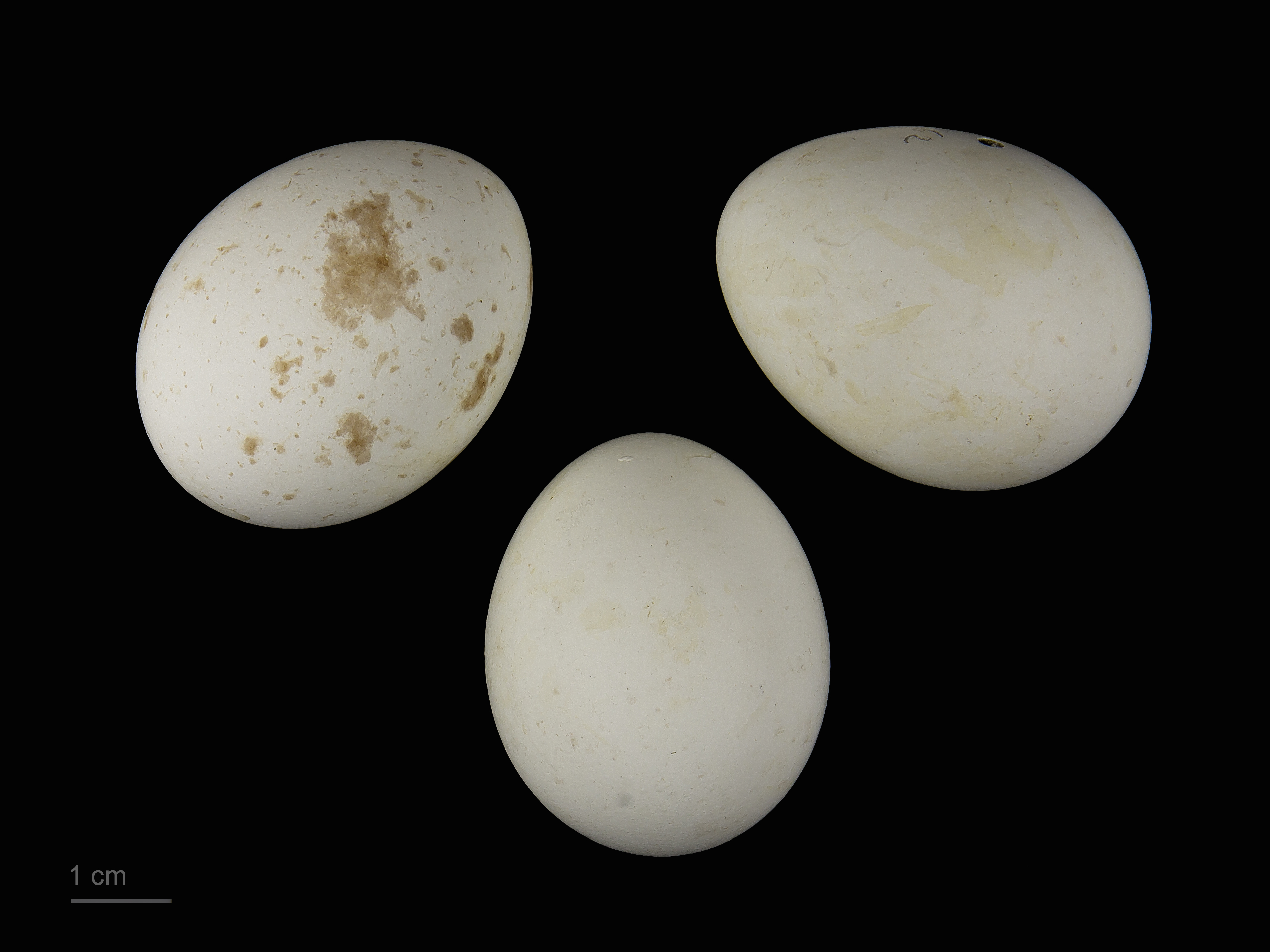
Circus pygargus - MHNT

Eretele sur este o pasăre care preferă zonele umede. Este cel mai mic erete din România. Poate fi găsit și în stepe, terenuri agricole ,câmpii. Hrana sa este alcătuită din rozătoare, insecte, broaște, șerpi și păsări cuibăritoare pe sol (ciocârlii, fâse, pitpalaci). La fel ca toți ereții este și el o specie poligamă